# Фаччи, Майр
Майр Фаччи (итал. Mayr Facci; 7 апреля 1927, Сан-Паулу — 11 марта 2015, Понта-Гроса, Парана) — бразильский баскетболист. Участник летних Олимпийских игр 1952 и 1956 годов, серебряный призёр чемпионата мира 1954 года, бронзовый призёр Панамериканских игр 1955 года.

## Биография
Майр Фаччи родился 7 апреля 1927 года в бразильском городе Катандува.
Играл в баскетбол за бразильские «Катандуву», «Сестобол Крузейро», «Элдорадо Паранаэнсе», «Гуарани» и «Коринтианс».
В 1952 году вошёл в состав сборной Бразилии по баскетболу на летних Олимпийских играх в Хельсинки, занявшей 6-е место. Провёл 7 матчей, набрал 8 очков (4 в матче со сборной Аргентины, по 2 — с Филиппинами и Чили).
В 1954 году завоевал серебряную медаль чемпионата мира в Рио-де-Жанейро.
В 1955 году выиграл бронзовую медаль баскетбольного турнира Панамериканских игр в Мехико.
В 1956 году вошёл в состав сборной Бразилии по баскетболу на летних Олимпийских играх в Мельбурне, занявшей 6-е место. Провёл 6 матчей, набрал 10 очков (4 в матче со сборной Чили, 3 — с Болгарией, 2 — с СССР, 1 — с США).
Умер 11 марта 2015 года в бразильском городе Понта-Гроса.